# Panesthia cribrata
Panesthia cribrata es una especie de cucaracha del género Panesthia, familia Blaberidae.

## Distribución
Esta especie se encuentra en Australia (Queensland, Victoria y Nueva Gales del Sur).